# Szotírisz Nínisz
Szotírisz Nínisz (Σωτήρης Νίνης, Himara, 1990. április 3. –) görög-albán labdarúgó, aki jelenleg a Vólosz játékosa.

## Sikerei, díjai

### Klub
- Panathinaikósz
  - Görög bajnok': 2009–10
  - Görög kupa: 2009–10

### Egyéni
- Görögországban az év legjobb fiatal játékosa: 2007, 2010
- UEFA U19-es Európa-bajnokság ezüst érem: 2007
- UEFA U19-es Európa-bajnokság legértékesebb játékosa 2007
- A Görög válogatott minden idők legfiatalabb gólszerzője
- A Panathinaikósz minden idők legfiatalabb gólszerzője